# Chylismia walkeri
Chylismia walkeri är en dunörtsväxtart. Chylismia walkeri ingår i släktet Chylismia och familjen dunörtsväxter.

## Underarter
Arten delas in i följande underarter:
- C. w. tortilis
- C. w. walkeri

## Bildgalleri

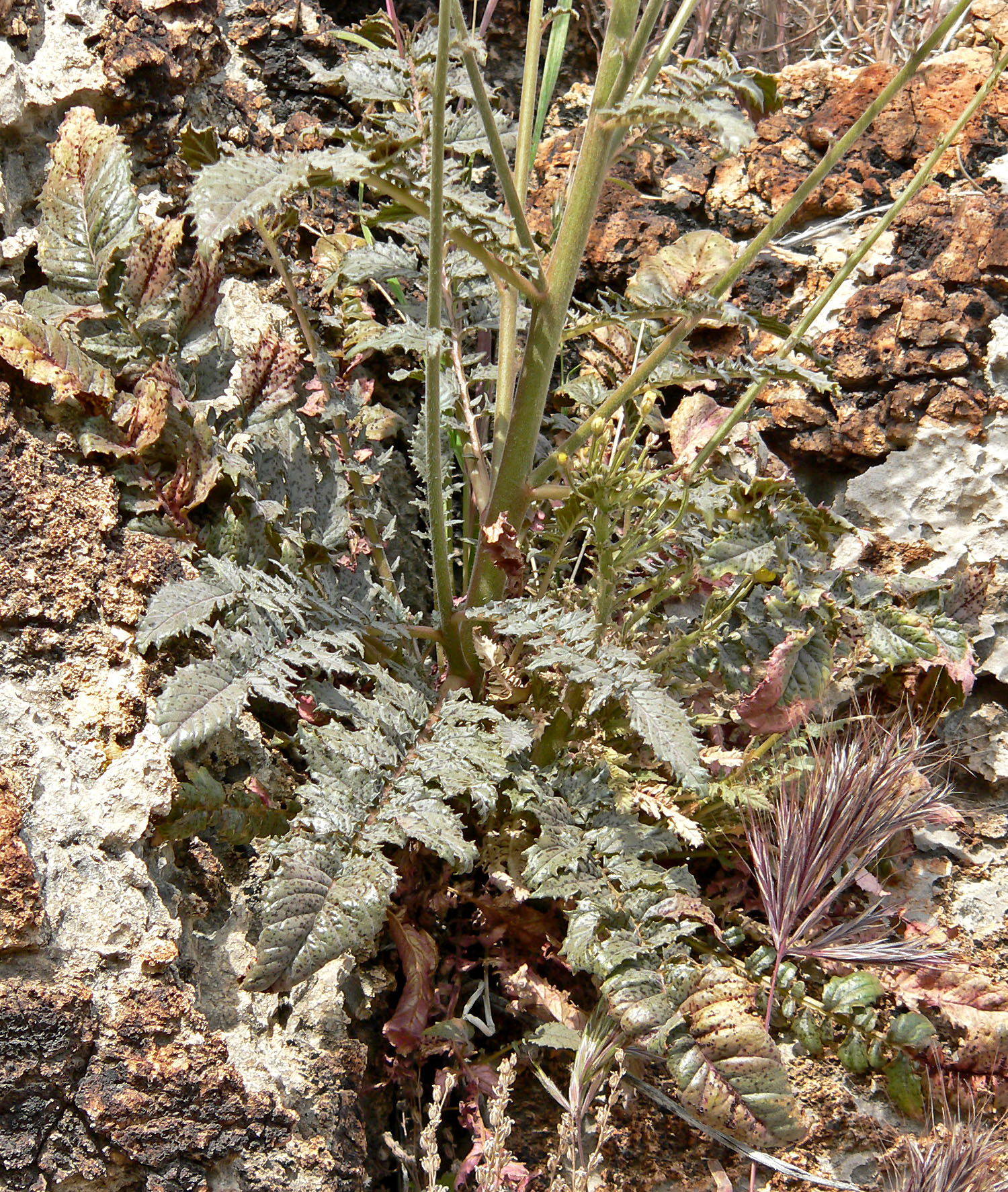
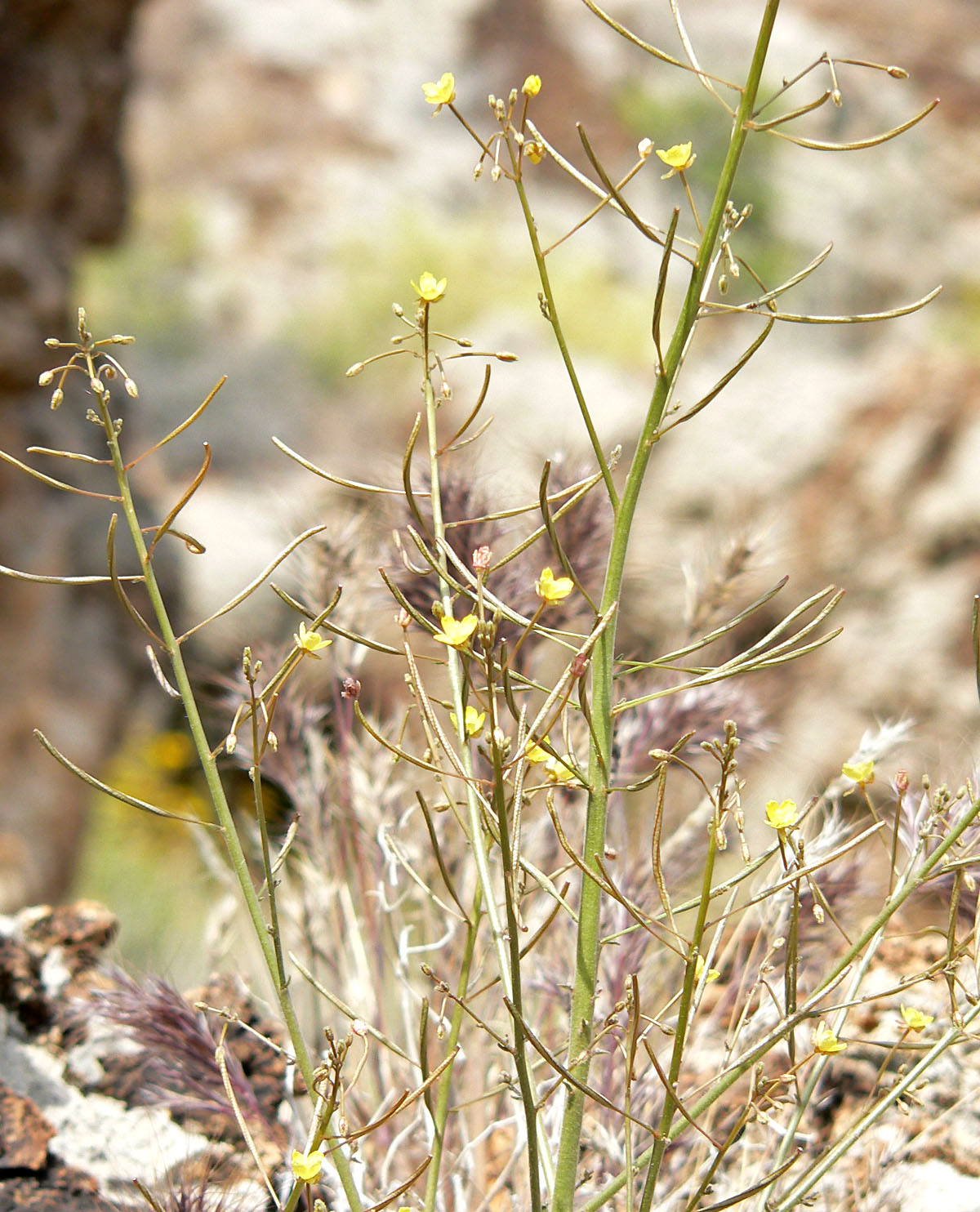
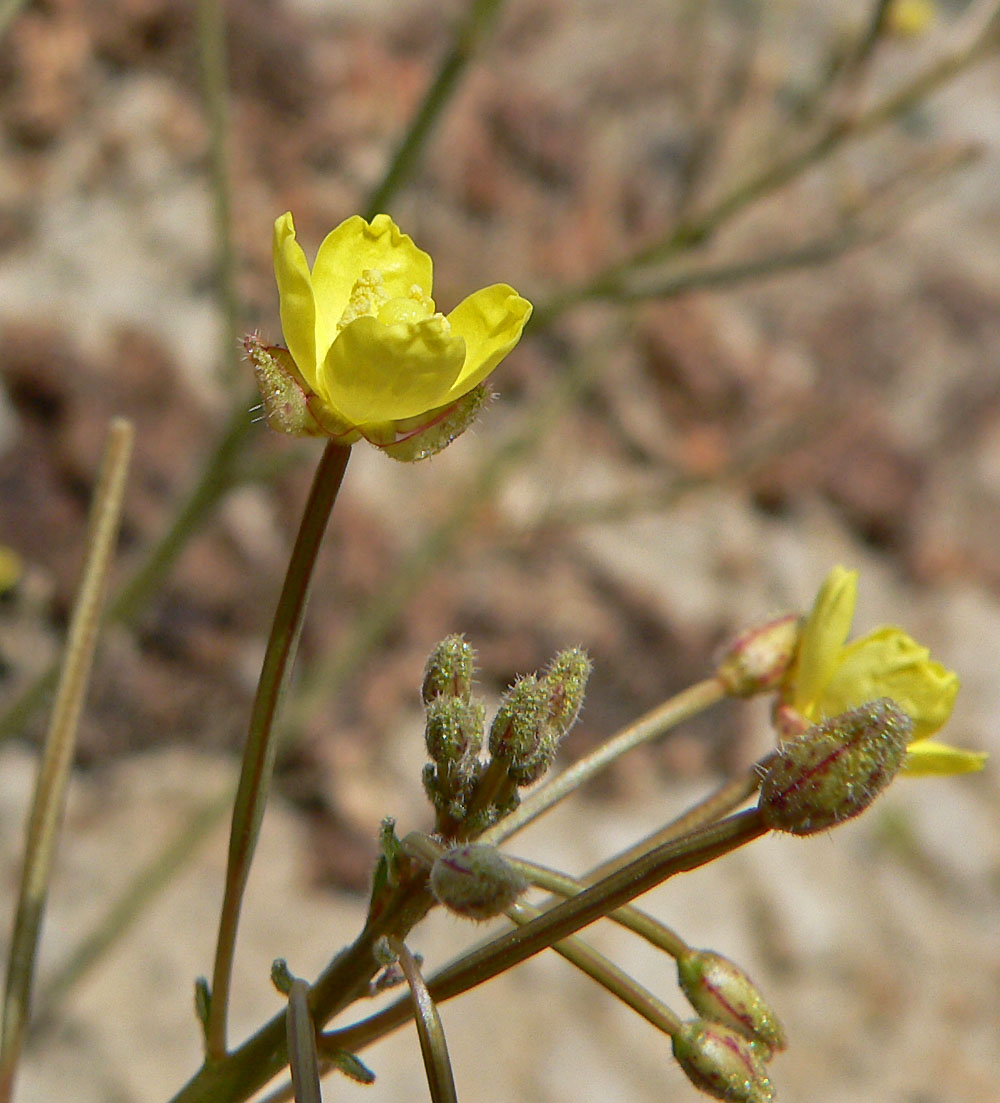